# Wattlebank
 (juillet 2020).
Wattlebank est une localité du comté de Livingstone, dans le Queensland, en Australie.